# فرنسيسكو بليك مورا
فرنسيسكو بليك مورا (بالإسبانية: Francisco Blake Mora)‏ هو محامي وسياسي مكسيكي، ولد في 22 مايو 1966 في تيخوانا في المكسيك، وتوفي في 11 نوفمبر 2011 في المكسيك. حزبياً، نشط في حزب العمل الوطني. وقد انتخب عضو مجلس النواب المكسيك.